# Hip Hop Lives
Hip Hop Lives è l'album collaborativo tra il rapper statunitense KRS-One e il produttore hip hop Marley Marl. Pubblicato il 22 maggio 2007, è distribuito da Koch Records. In un certo senso, è un album storico, dato che più di venti anni prima Marley Marl e KRS-One erano rivali nelle Bridge Wars, a causa di un disaccordo sulle origini dell'hip hop.
L'album è quasi un sequel dell'album di Nas del 2006 Hip Hop Is Dead e non è una critica al prodotto di Nas, poiché KRS-One è noto per essere d'accordo con il rapper del Queensbridge sul fatto che la musica rap è «morta». Il duo aveva registrato un omaggio a Nas, tuttavia alla fine il brano è stato eliminato dalla track list finale. È presente un lungo video del dietro le quinte della produzione dell'album nell'edizione acquistata su iTunes.
Tra gli ospiti, anche Blaq Poet.

## Recensioni
| Recensione       | Giudizio |
| ---------------- | -------- |
| AllMusic         | [ 1 ]    |
| RapReviews       | [ 2 ]    |
| Robert Christgau | flop     |
| Spin             | [ 4 ]    |
| HipHopDX         | [ 5 ]    |
| Vibe             | positiva |
| XXL              | [ 7 ]    |

L'album ottiene recensioni generalmente positive dalla critica specializzata: nonostante ciò, il critico Robert Christgau giudica l'album un fallimento e Jason Lymangrover gli assegna invece due stelle e mezzo su cinque scrivendo per AllMusic.
Lymangrover scrive: «KRS-One e Marley Marl fanno finalmente pace su Hip Hop Lives. Sfortunatamente, l'album che potrebbe essere un grande ritorno all'"edutainment" dei BDP non è all'altezza del suo blando contenuto lirico.» Più che il contenuto dell'album, Lymangrover critica il «leggendario» rapper: «KRS-One è troppo preoccupato di due problemi: uno è che l'hip-hop non morirà mai e l'altro è che è stato un importante pioniere del genere durante la sua golden age. KRS-One si comporta come un professore in pensione che recita il suo curriculum mentre prova a dimostrare che una volta regnava supremo. Loda il genere e sputa fuoco contro i critici che sostengono che la forma d'arte stia morendo, ma questo album non fa molto per farla rinascere [...] nonostante i ritmi solidi e attuali di Marley Marl.»

## Tracce
Testi di Lawrence Parker, musiche di Marley Marl.
1. It's Alive (Intro) – 0:40
2. Hip Hop Lives – 2:52
3. Nothing New – 3:16
4. I Was There – 3:47
5. Musika (featuring Magic Juan) – 4:05 (testo: Magic Juan)
6. Rising to the Top – 3:29
7. Over – 3:52
8. M.A.R.L.E.Y. (Marley and Red Living Everyday Youthfully) – 1:30
9. Kill a Rapper – 2:56
10. The Teacha's Back – 3:41
11. The Victory (featuring Blaq Poet) – 3:48 (testo: Wilburr Bass)
12. This Is What It Is – 3:52
13. All Skool – 4:05
14. House of Hits (featuring Chief Rocker Busy Bee) – 4:31

Durata totale: 46:24
Tracce bonus
1. Intro
2. Stop (featuring Peedo) (musica: KRS-One, QF)
3. Strictly Hip Hop (musica: Brimstone, KRS-One)
4. The Most Dangerous Emcee (musica: KRS-One, QF)

## Classifiche settimanali
| Classifica (2007)         | Posizione massima |
| ------------------------- | ----------------- |
| Stati Uniti               | 140               |
| US Independent Albums     | 15                |
| US Top Rap Albums         | 8                 |
| US Top R&B/Hip-Hop Albums | 23                |